# Marko Vukasović
Marko Vukasović (in serbo Марко Вукасовић?; Cettigne, 10 settembre 1990) è un calciatore montenegrino, centrocampista del Komárom.

## Carriera
Ha giocato nella massima serie dei campionati ungherese, georgiano e serbo.